# De Luxe Records
De Luxe Records est un label discographique indépendant américain active des années 1940 aux années 1950. En 1947, Syd Nathan, fondateur et propriétaire de King Records prend le contrôle de De Luxe. Le label déménage plus tard à Cincinnati, siège de King Records.

## Histoire
De Luxe Records est fondé à Linden dans le New Jersey, en 1944 par deux frères David et Jules Braun. Le label produit des disques de rhythm and blues.
Les premiers enregistrements du label couvrent un large éventail de styles, dont le RnB, le gospel, le jazz et la polka. Les premiers singles du label comprenaient des titres du groupe vocal Four Blues (qui a également enregistré du gospel sous le nom de Golden Echo Quartet), de Billy Eckstine et de Benny Carter,.
En 1947, les frères Braun se rendent à La Nouvelle-Orléans à la recherche de nouveaux talents et découvrent et signent les chefs d'orchestre Paul Gayten et Dave Bartholomew, ainsi que les chanteurs Roy Brown et Annie Laurie. L'année suivante, Brown obtient un succès national RnB avec Good Rocking Tonight, un précurseur notable du rock 'n' roll. Plusieurs autres musiciens du label basés à La Nouvelle-Orléans connaissent également le succès. Le propriétaire du studio d'enregistrement Cosimo Matassa déclare que les frères Braun étaient les premiers découvreurs de talents à se rendre à la Nouvelle-Orléans pour enregistrer des musiciens locaux à des fins commerciales.
En 1947, Syd Nathan, fondateur et propriétaire de King Records, acquiert une participation majoritaire dans DeLuxe. Les frères Braun créent alors un autre label, Regal Records. En 1949, Nathan déplace le label DeLuxe à Cincinnati, dans l'Ohio, et en 1951, après une âpre bataille juridique, il rachète les frères Braun. Otis Williams and the Charms, The Manhattans et Donnie Elbert figurent parmi les artistes qui ont enregistré des succès RnB pour DeLuxe entre le milieu des années 1950 et le début des années 1970.